# براد مايرز
براد مايرز (بالإنجليزية: Brad Myers) هو لاعب كرة قدم أمريكية أمريكي، ولد في 14 فبراير 1929 في لانكستر في الولايات المتحدة.

## وصلات خارجية
- براد مايرز على موقع مرجع كرة القدم المحترفة.كوم (الإنجليزية)